# Malik Høegh
Malik Høegh (født 4. december 1952) er en grønlandsk lyriker og musiker, der blev kendt som forsanger og tekstforfatter i det banebrydende grønlandske rockband Sumé. Hans tekster var yderst kritiske overfor den danske kolonimagt i Grønland, og udtrykte længsel efter et liv på grønlændernes egne betingelser.